# 공소 (드라마)
《공소》(公诉)는 2023년 방송되었던 중국의 드라마이다.

## 줄거리
- 강성 검찰청 안니 검사는 대학생 투신자살 실종사건을 조사하던 중 게임을 이용해 범죄를 저지르는 ‘상아탑’ 라이브 앱을 발견한다. 그녀는 회사 대표의 불법 행위부터 시작해 범죄자들을 일망타진한다. 후이취안 게임을 인수한 옌친은 구리광산 개발에 자금을 유용하지만, 이 투자 상품은 온라인 금융 사기단이 설계한 사기극이었다. 안니는 충분한 증거를 모은 뒤 해외로 건너가 국제 재판에 참여하고, 중외 사법기관의 협력으로 쳰톈신은 송환되고 자산도 동결된다.

## 등장 인물
- 디리러바 - 안니 역
- 퉁다웨이 - 허루안 역
- 가오신 - 자오지카이 역
- 우정여 (尤靖茹) - 리이탕 역
- 풍뢰 (冯雷) - 구홍지앙 역
- 한동 (韩栋) - 샤오무언 역
- 자칭 - 장완루 역
- 슝쯔치 - 장샤오베이 역
- 담개 (谭凯) - 허지아웨이 역
- 왕신 (王迅) - 리우이 역
- 침효해 (沈晓海) - 리우진장 역
- 리이샤오 - 리지아 역

## 참고 사항
- 극중 리지아 역을 맡은 리이샤오는 온난적첨밀적이 종영과 동시에 바로 출연하였다
- 자오지카이와 장샤오베이 역을 맡은 가오신과 슝쯔치는 백색성보에 이어 두 작품 연속으로 출연했다.